# Kolonie Holstein
Die Kolonie Holstein ist eine ehemalige Zechenkolonie im Südosten von Asseln. Sie ist nach der Zeche Holstein benannt und steht heute unter Denkmalschutz.

## Lage
Die Kolonie Holstein schloss sich unmittelbar südlich an das Zechengelände an. Die Abgrenzungen bilden im Norden die Straße Auf dem Bleck und im Süden und im Westen der Briefsweg. Erschlossen wird die Siedlung durch die Distelbrinkstraße und die Straße In den Ostgärten. Genannt sind jeweils die aktuellen Straßennamen.

## Geschichte
Bereits in der Abteufphase (1874) hatte der Hörder-Verein für die Arbeiter der Zeche Holstein südlich des Zechengeländes hölzerne Arbeiterbaracken errichtet. Diese wurden dann ab 1894 schrittweise durch insgesamt 28 zweigeschossige Vierfamilienhäuser in Massivbauweise ersetzt; 1906 war die Kolonie Holstein samt einem Steigerhaus, das die südliche Begrenzung der Siedlung bildet, fertig. Wie bei fast allen anderen Siedlungshäusern in der damaligen Zeit auch, entstanden durch die kreuzförmige Aufteilung des Grundrisses nach allen vier Seiten identische Hausabschnitte. Jede Familie hatte praktisch ein (Miets-)Haus mit einem eigenen Eingang, einem eigenen Stall und einem eigenen Garten. 
Das auf den ersten Blick simpel erscheinende Wegenetz und die Bebauung bilden heute noch eine geschlossene Einheit: Von den beiden Erschließungsstraßen führen schmale, rechtwinklig verlaufende Wohnstraßen zu den Häusern. Damit stellt die für ihre Zeit und den Hörder Verein typische Kolonie Holstein ein einheitlich geschlossenes, städtebauliches Ganzes dar.
Typisch für die Architektur der Häuser in der Kolonie Holstein ist die horizontale und vertikale Gliederung der Fassade. Die waagerechte Gliederung der Fassade erfolgt durch drei Gesimse, und zwar durch das Sockelgesims, das Gurtgesims zwischen dem Erd- und dem Obergeschoss und das Kranzgesims an der Traufe, die senkrechte Gliederung erfolgt durch Lisenen. An ihnen konnte man bereits von außen die Wohnraumaufteilung im Innern des Hauses ablesen; sie hatten aber auch eine stützende Funktion. 
Äußerlich fallen die Häuser in der Kolonie Holstein durch unverputzte Nord- und Ostfassaden und verputzte Süd- und Westfassaden (Wetterseiten) auf. Dieser Zustand ist durch die Gestaltungssatzung festgeschrieben worden. Als weitere Auffälligkeit haben die unverputzten Nord- und Ostfassaden verschiedenfarbige Mauerfugen. Die Fugen der Gliederungselemente (Sims, Lisene) hatte man durch Beimischung von Asche schwarz, die Fugen der Flächenausmauerung durch Beimischung von Eisenoxid rostbraun eingefärbt.
Der damalige Eigentümer der Kolonie, die Stadt Dortmund, wollte in den 1970er Jahren die Siedlungshäuser abreißen und auf dem Gelände eine Müllverbrennungsanlage errichten lassen. Die Kolonie Holstein steht jedoch immer noch, weil die Bewohner erfolgreich Widerstand leisteten. Seit dem Jahr 2003 gibt es für die Kolonie Holstein eine Gestaltungssatzung, die zwischenzeitlich überarbeitet wurde.

## Koloniehäuser An den Rühlen
Im Jahr 1920/21 entstanden westlich der Kolonie Holstein weitere Siedlungshäuser, die für Beamte und Arbeiter der Zeche vorgesehen waren. In der Straße An den Rühlen baute der Hörder Bergwerks- und Hüttenverein nach den Plänen des Architekten Karl Pohl, der 1914 bis 1916 die vorbildliche Siedlung Sommerberg/Winterberg in Hörde entworfen hatte, 10 Steiger- und 22 Arbeiterwohnungen. Südlich daran anschließend entstanden 1923 mehrere Zwei- und Vierfamilienwohnhäuser mit neobiedermeierlichem Fassadenschmuck, die durch niedrige Zwischenbauten verbunden wurden (Architekt Dietrich Koster). 